# Eddie N. Robinson
Pour les articles homonymes, voir Eddie Robinson.
College Football Hall of Fame 1955
Edward North Robinson, dit Robbie Robinson, né le 15 octobre 1873 et mort le 10 mars 1945, est un entraîneur de football américain. Il a été entraîneur principal des Cornhuskers du Nebraska et des Black Bears du Maine mais est principalement connu pour avoir entraîné l'équipe de football américain des Bears de Brown pendant une vingtaine de saisons entre 1898 et 1925. En 1931, il entraîne les Steam Roller de Providence dans la National Football League. Il est entré au College Football Hall of Fame en 1955.